# Drapeau de Wichita
Le drapeau de Wichita est adopté par la ville américaine de Wichita, au Kansas, en 1937. Conçu par un artiste local de South Wichita, Cecil McAlister, il représente la liberté, le bonheur, le contentement et le foyer. Sélectionné parmi plus de 100 candidatures soumises à un concours de conception de drapeau de la ville, il est officiellement adopté le jour du drapeau, le 14 juin 1937, par le maire T. Walker Weaver. Le premier drapeau de Wichita est produit par la couturière locale Mary J. Harper. Il vole pour la première fois le 23 juillet 1937 au-dessus de l’hôtel de ville.

## Histoire
Le début du XXe siècle est une période difficile pour la jeune ville de Wichita. Il connait les hauts et les bas de l'industrie pétrolière, la Grande Dépression, le boom de l'industrie aéronautique et la croissance rapide et l'expansion des emplois manufacturiers pendant la Seconde Guerre mondiale. Le cycle d'innovation et d'invention à travers Wichita génère de nombreux slogans, slogans et surnoms. De Cowtown à Doo Dah en passant par la première revendication du titre mondial : la capitale du genêt, quitte Wichita avec un sentiment de désuétude et de déconnexion avec les grandes villes,.
Avec l'installation de l'industrie aéronautique et du centre d'essai de l'aviation, Wichita est rapidement surnommée la « capitale mondiale de l'air ». Cependant, après la dépression et le Dust Bowl qui a balayé la ville, les dirigeants de la ville déterminent que Wichita avait besoin de plus qu'un slogan, mais de quelque chose de visuel : un drapeau.

## Concours
En 1937, les ancêtres de Wichita ont l'idée d'organiser un concours pour que les habitants de Wichita conçoivent un drapeau. Un panel d'artistes se réunit pour juger les designs soumis, et une variété de gains sont offerts. Plus de 100 soumissions sont reçues et le panel de juges se met au travail pour déterminer la prochaine identité associée à Wichita. Cecil McAlister est choisi comme gagnant et reçoit un grand prix de 40 $ USD (875,00 $ USD en 2024).
Le 14 juin 1937, le maire T. Walker Weaver annonce le dessin gagnant et l'adopte comme drapeau officiel de Wichita. La couturière Mary J. Harper est choisie pour assembler le nouveau motif compliqué du drapeau. Il lui faut une journée pour terminer le premier drapeau de Wichita, et en finit par en coudre six au total pour la ville. Le premier drapeau est hissé au mât de l’hôtel de ville le 23 juillet 1937.

## Caractéristiques
Le soleil bleu au centre représente le bonheur. Un symbole similaire mais pas identique au symbole du soleil Zia est brodé sur le soleil bleu. La Chambre de commerce régionale de Wichita fait l'affirmation non fondée qu'il s'agit d'un « symbole amérindien Hogan [qui] signifie « maison permanente » Les trois rayons rouges et blancs qui alternent à partir du soleil bleu décentré représentent le chemin de la liberté d’aller et venir à sa guise.